# When You Land Here, It's Time to Return
When You Land Here, It's Time to Return – album studyjny zespołu Flake Music (obecnie The Shins). Album został nagrany wiosną 1997 i wydany za pośrednictwem niezależnej wytwórni Omnibus Records.
W wywiadzie udzielonym Pitchfork Media w maju 2009 James Mercer stwierdził, że chce wydać album ponownie za pośrednictwem własnej wytwórni, Aural Apothecary. Nagranie na nowo zmiksował Kennie Takahashi, inżynier dźwiękowy Danger Mouse.

## Spis utworów[3]
1. "Spanway Hits" – 2:28
2. "Blast Valve" – 2:56
3. "Roziere" – 1:23
4. "Structo" – – 3:42
5. "(bez tytułu)" – 0:51
6. "Deluca" – 4:06
7. "Mieke" – 2:51
8. "(bez tytułu)" – 2:12
9. "The Shins" – 3:17
10. "(bez tytułu)" – 2:34
11. "Vantage" – 5:15